# Henri Lemoine
Henri Lemoine (* 18. Juni 1909 in Massy; † 21. September 1991 in Montrouge) war ein französischer Radrennfahrer, der vorrangig Steherrennen auf der Bahn bestritt.

## Sportlicher Werdegang
Die Eltern von Henri Lemoine bauten in dem damals kleinen Ort Massy südlich von Paris Gemüse an. Er hatte einen älteren Bruder, der sich als Läufer betätigte, und eine jüngere Schwester. Henri Lemoine begann als Jugendlicher zunächst mit Gymnastik und Krafttraining, mit 17 entdeckte er den Radsport, wobei er sich auch viel mit Zubehör wie Schläuche und Sättel beschäftigte. So war er bekannt dafür, dass er Schuhe besohlte. Er benutzte einen Sattel, den er selbst entworfen und gebaut hatte, laut Zeitzeugen ein echter Sessel, er war ein Pionier im Bereich der Sporternährung, indem er sich von Rohkost, gekeimtem Weizen, Getreidebrei mit braunem Zucker und Bierhefe ernährte. 1927 fuhr er, weiterhin als Amateur, erstmals Rennen auf dem Vélodrome d’Hiver in Paris, und zum Abschluss der Wintersaison wurde er zum besten Sprinter erklärt.
1928, im Alter von 19 Jahren, startete Lemoine bei den Olympischen Spielen in Amsterdam mit Hubert Guyard im Tandemrennen; das Duo belegte einen gemeinsam fünften Platz. Anschließend war er bis 1957 Profi. Bis Mitte der 1930er Jahre startete er noch bei Straßenrennen und belegte etwa zweimal – 1930 und 1931 – den zweiten Platz beim Critérium des As. 1933 gewann er gemeinsam Paul Broccardo und 1934 und 1935 mit Octave Dayen den Bahnwettbewerb Prix Dupré-Lapize in Paris. Er bestritt auch Sechstagerennen in den USA.
Ab 1935 Jahre verlegte Lemoine seinen Schwerpunkt auf Steherrennen, sein Schrittmacher war in der Regel Arthur Pasquier. In dieser Disziplin wurde er sechsmal französischer Meister. Dreimal – 1951, 1952 und 1953 – belegte er bei Weltmeisterschaften den dritten Platz bei den Profi-Stehern. Seine letzte Meisterschaft fuhr er im Alter von 47 Jahren. 1936 konnte er in Deutschland das Goldene Rad von Berlin gewinnen.
Am 23. Juli 1931 stellte Henri Lemoine (Spitzname: L'Homme aux Petits Pois = Mann der kleinen Punkte) im Buffalo-Stadion einen Weltrekord über einen Kilometer auf, bei stehendem Start (1:10,80 min.). 1933 wollte ihn Charles Mochet als Werbeträger für seine Velocars gewinnen, was Lemoine jedoch nach einigen Probefahrten ablehnte, weil er befürchtete, sich lächerlich zu machen.
Im Mai 1940 wurde Lemoine während der Schlacht von Dünkirchen am Bein verletzt. Obwohl er in der Folge häufig unter Schmerzen litt, nahm er seine Radsportaktivitäten wieder auf. Aus wirtschaftlichen Gründen blieb er bis 1957 aktiv, als er im Parc des Princes sein letztes Rennen fuhr. Anschließend übte er verschiedene berufliche Tätigkeiten aus, so trug er Zeitungen aus und führte mit seiner ersten Frau gemeinsam ein Café in Paris. Zuletzt arbeitete er als Fensterputzer. Sein Sohn André (1933–1959) war ebenfalls als Radsportler aktiv. Henri Lemoine starb 1991 im Alter von 82 Jahren.

## Erfolge
1933
- Prix Dupré-Lapize (mit Paul Broccardo)

1934
- Prix Dupré-Lapize (mit Octave Dayen)
- Prix Goullet-Fogler (mit Octave Dayen)

1935
- Prix Dupré-Lapize (mit Octave Dayen)

1938
- Französischer Meister – Steherrennen

1942
- Französischer Meister – Steherrennen

1945
- Französischer Meister – Steherrennen

1951
- Weltmeisterschaft – Steherrennen (hinter Arthur Pasquier)
- Französischer Meister – Steherrennen

1952
- Weltmeisterschaft – Steherrennen (hinter Arthur Pasquier)
- Französischer Meister – Steherrennen

1953
- Weltmeisterschaft – Steherrennen
- Französischer Meister – Steherrennen